# Jordaaniella clavifolia
Jordaaniella clavifolia är en isörtsväxtart som först beskrevs av L. Bol., och fick sitt nu gällande namn av H.E.K. Hartmann. Jordaaniella clavifolia ingår i släktet Jordaaniella och familjen isörtsväxter. Inga underarter finns listade i Catalogue of Life.